# 城际2型柴油动车组 (Adtranz)
城际2型柴油动车组（丹麦语原名：IC2，中文又称：IC2型柴油列車）是一型面向丹麦市场开发的短编组柴油客运动车组，由Adtranz（现已被庞巴迪收购）在丹麦兰讷斯的工厂制造。通过将3节编组的“城际3型柴油动车组”缩短而来。该型动车组和“城际3型柴油动车组”均属于“橡胶头动车组”这一系列，这一动车组系列的主要特点是两端车头处使用橡胶外框且两端驾驶台同时为可开启车门，使得在重联运行时车内人员可在重联后的动车组的所有车厢间走动。曾先后被丹麦多间中小型铁路公司使用。1997年投入使用，至今仍在运营。

## 名称含义
中文名“城际2型柴油动车组”和丹麦文名称“IC2”中的中文“城际”和丹麦文“IC”表示用于城际列车，“2”表示两节编组。而非“所在系列的第4个型号”。

## 用户
该型动车组共计制造13列。第一列于1997年5月20日到达格里布森林铁路，并于1997年6月26日投入运营。该型动车组还曾在瑞典公开展览，包括1997年9月30日在瑞典延雪平举办的北欧铁路大会。该型动车组的初始用户为洛兰岛铁路、奥斯海勒兹铁路公司、亨—策勒瑟铁路公司、格里布森林铁路公司、腓特烈斯韦克铁路，后经多次合并、所有权变更，丹麦地方铁路公司自2015年7月1日成立至今拥有全部该型动车组。更多见下表：
| 初始用户           | 动力车厢编号号段 | 无动力车厢编号号段 | 交付年份 | 后续 |
| ------------------ | ---------------- | ------------------ | -------- | --- |
| 洛兰岛铁路         | MF 1001-1004     | FS 1101-1104       | 1997     | 2009年并入丹麦区域铁路公司。丹麦区域铁路公司后于2015年并入丹麦地方铁路公司。 |
| 奥斯海勒兹铁路公司 | MF 1021-1023     | FS 1121-1123       | 1997     | 奥斯海勒兹铁路公司和亨—策勒瑟铁路公司于2003年并入西兰岛西部地方铁路公司。后于2009年并入丹麦区域铁路公司。之后又于2015年并入丹麦地方铁路公司。                                           |
| 亨—策勒瑟铁路公司  | MF 1021-1023     | FS 1121-1123       | 1997     | 奥斯海勒兹铁路公司和亨—策勒瑟铁路公司于2003年并入西兰岛西部地方铁路公司。后于2009年并入丹麦区域铁路公司。之后又于2015年并入丹麦地方铁路公司。                                           |
| 格里布森林铁路公司 | MF 1041-1046     | FS 1141-1146       | 1997     | 格里布森林铁路公司和腓特烈斯韦克铁路后于2001年并入丹麦联合地方铁路公司。 该批动车组后于2007年售予洛兰岛铁路。洛兰岛铁路2009年并入丹麦区域铁路公司。之后又于2015年并入丹麦地方铁路公司。 |
| 腓特烈斯韦克铁路   | MF 1041-1046     | FS 1141-1146       | 1997     | 格里布森林铁路公司和腓特烈斯韦克铁路后于2001年并入丹麦联合地方铁路公司。 该批动车组后于2007年售予洛兰岛铁路。洛兰岛铁路2009年并入丹麦区域铁路公司。之后又于2015年并入丹麦地方铁路公司。 |

## 技术参数
| 类型         | 柴油客运动车组                                  |
| 编组         | 两节编组（一动一拖）                            |
| 全列长度     | 41米                                            |
| 车厢长度     | 20.5米                                          |
| 宽度         | 3.1米                                           |
| 高度         | 3.85米                                          |
| 地板高度     | 0.6米（低地板车厢低地板部分） 1.3米（其余部分） |
| 最高运营速度 | 140千米/小时                                    |
| 重量         | 64吨                                            |
| 加速度       | 0.8 m/s2                                        |
| 发动机       | 两台柴油发动机                                  |
| 牵引功率     | 2 x 420马力                                     |
| 连接器       | 夏芬博格式車鈎                                  |
| 轨距         | 1435毫米（标准轨）                              |

## 其它同名动车组
在丹麦，还有一型同名的柴油客运动车组，由意大利轨道交通车辆制造商安萨尔多百瑞达（后被日立收购并改称“日立轨道意大利”）为丹麦国家铁路研制。两型同名的动车组除名称含义相同外无任何关系，外观及配置均有很大的不同。